# امبارکادرو

لوگوی شرکت امبارکادرو

امبارکادرو (انگلیسی: Embarcadero) شرکت نرم‌افزار آمریکایی است، که در سال ۱۹۹۳ تأسیس شد.